# ジョージ・サザーランド＝ルーソン＝ゴア (第2代サザーランド公爵)
第2代サザーランド公爵ジョージ・グランヴィル・サザーランド＝ルーソン＝ゴア（英語: George Granville Sutherland-Leveson-Gower, 2nd Duke of Sutherland, KG、1786年8月8日-1861年2月22日）は、イギリスの貴族、政治家。

## 経歴
1786年8月8日、ゴア伯爵（儀礼称号）ジョージ・ルーソン・ゴア（1803年に第2代スタッフォード侯爵位を継承し、1833年に初代サザーランド公爵に叙せられる）とその妻である第19代サザーランド女伯爵エリザベスの間の長男としてロンドンに生まれる。
1790年に父が駐フランス大使に任じられたため、父に連れられてフランス革命直後のフランスで数年を過ごした。フランス皇太子ルイ（ルイ17世）とは遊び仲間だった。
1798年から1803年までハーロー校に通い、オックスフォード大学クライスト・チャーチへ進学した。同大学より1806年にバチェラー・オブ・アーツ、1810年にマスター・オブ・アーツ、1841年に民事法学博士の学位を授与されている。
1808年4月から1812年11月にかけてセント・モース選挙区、1812年10月から1815年7月にかけてニューカッスル＝アンダー＝ライム選挙区、1815年7月から1820年3月までスタッフォードシャー選挙区から選出されて庶民院議員を務める。1826年11月22日には繰上勅書によりいまだ父が存命ながらイングランド貴族爵位ゴア男爵位を継承し、貴族院議員となった。1833年7月19日の父の死により、第2代サザーランド公爵位を継承した。1831年から死去までサザーランド知事、1839年から1845年までシュロップシャー知事を務める。
彼はホイッグ党に所属する議員だった。そのため1838年にヴィクトリア女王が即位すると妻ハリエットがホイッグ党の首相第2代メルバーン子爵ウィリアム・ラムの手回しで女王の女官長に任じられた。彼女は「女王と見間違う」と言われるほど物腰が洗練されており、女王からも宮廷人からも絶大な信頼を寄せられていたという。
1839年1月29日の母の死により、第20代サザーランド伯爵位を継承した。1841年にはガーター勲章を受勲した。
1861年2月22日にスタッフォードシャーのトリンタム荘園で死去した。

## 家族
プロイセン王室との恋愛問題がトラウマになって、長い間結婚を避けていた。しかし結局1823年に第6代カーライル伯爵ジョージ・ハワードの娘ハリエットと結婚。彼女との間に以下の11子を儲ける。
- 妻ハリエット(1806年 – 1868年) ： 第6代カーライル伯爵とジョージアナ・ホワード（ジョージアナ・キャヴェンディッシュ (デヴォンシャー公爵夫人)の娘）の三女。ヴィクトリア女王の親しい友人であり、夫の生前中は、寝室女官事件時はじめ、ホイッグ党政権時に女王の女官長を4度務めた。
- 第1子（長女） エリザベス・ジョージアナ（英語版） （1824年 - 1878年） ： 第8代アーガイル公爵ジョージ・キャンベルと結婚
- 第2子（次女） イヴリン （1825年 - 1869年） ： 第12代ブランタイア卿（英語版）チャールズ・ステュアート（英語版）と結婚。
- 第3子（三女） キャロライン （1827年 - 1887年） ： 第4代リンスター公爵チャールズ・フィッツジェラルドと結婚。
- 第4子（長男） ジョージ・グランヴィル・ウィリアム（英語版） （1828年 - 1892年） ： 第3代サザーランド公爵
- 第5子（四女） ブランチ・ジュリア （1830年 - 1832年）
- 第6子（次男） フレデリック・ジョージ （1832年 - 1854年）
- 第7子（五女） コンスタンス・ガートルード （1834年 - 1880年） 初代ウェストミンスター公爵ヒュー・グローヴナーと結婚。
- 第8子（六女） ヴィクトリア （1838年 - 1839年）
- 第9子（三男） アルバート （1843年 - 1874年）
- 第10子（四男） ロナルド（英語版） （1845年 - 1916年）
- 第11子（七女） アレクサンドリナ （1848年 - 1849年）